# خاطرات یک اپراتور تلفن
خاطرات یک اپراتور تلفن (انگلیسی: Diary of a Telephone Operator) با نام اصلی مطمئناً، کاملاً قطعی، در واقع… شاید (ایتالیایی: Certo certissimo... anzi probabile) فیلمی ایتالیایی به کارگردانی مارچلو فونداتو و هنرنمایی کلودیا کاردیناله است که در سال ۱۹۶۹ منتشر شد.

## گزیدهٔ بازیگران
- کلودیا کاردیناله
- کاترین اسپاک
- رابرت هوفمان
- نینو کاستلنووو
- جان فیلیپ لا
- آلدو جوفره
- آلبرتو لیونلو
- آنتونیو ساباتو سینیور
- دادا گالوتی
- فرانچسکو موله
- لینو بانفی